# Столичный дворец спорта
Столичный дворец спорта (кит. трад. 首都體育館, упр. 首都体育馆, пиньинь Shǒudū Tǐyùguǎn) — спортивный комплекс, одна из арен Летних Олимпийских игр 2008 года в Пекине, построен в 1968 году.  В преддверии Олимпийских игр и предшествующей им летней Универсиады подвергся кардинальной реконструкции. 
Спортивный комплекс имеет площадь 54,7 тыс. м², и рассчитан на 17345 зрителей.
В 1971 году во время визита в Китайскую Республику президента США Ричарда Никсона, именно в столичном дворце спорта состоялся знаменитый командный матч между сборными Китая и США по пинг-понгу, в память о котором в словарный оборот вошло выражение «Дипломатический пинг-понг».

## Строительство
Строительство Столичной гимназии началось 1 июня 1966 года, а официально она была сдана в эксплуатацию в октябре 1968 года. Весь проект, от проектирования, строительства до материалов и оборудования, стоил более 15 миллионов юаней.
В годы строительства национальные строительные стандарты и связанные с ними нормы были еще относительно несовершенны и не могли удовлетворить потребности современных зданий. В первом спортивном зале, который мог вместить почти 20 000 зрителей, эвакуация зрителей являлась большой проблемой, поэтому в этой реконструкции были добавлены лифты и пешеходные лестницы, чтобы облегчить эвакуацию зрителей в экстренной ситуации. Кроме того, должно было быть обеспечено движение вверх и вниз. В итоге люди увидели лифты и лестницы в вертикальных стеклянных навесных стенах с восточной и западной сторон первого корпуса.
К зимним Олимпийским играм в Пекине столичная гимназия прошла 12-месячный ремонт и модернизацию аудио-, видеосистемы, системы производства льда и кондиционирования воздуха. Хотя внешний вид столичной гимназии выглядит старым, интерьер имеет новый вид, более экологичный, комфортный и технологичный.

## Спортивные мероприятия
- Спортивная гимнастика на Летней Универсиаде 2001 года
- Художественная гимнастика на Летней Универсиаде 2001 года
- Волейбол на Летних Олимпийских игр 2008 года
- Группа В первого дивизиона чемпионата мира по хоккею с шайбой 2015 года среди женщин
- Фигурное катание на Зимних Олимпийских игр 2022 года
- Шорт-трек на Зимних Олимпийских игр 2022 года